# Скриппс, Эллен
Эллен Браунинг Скриппс (18 октября 1836, Лондон — 3 августа 1932, Ла-Холья, Калифорния) — американская журналистка и филантроп, основательница нескольких крупных учреждений в Южной Калифорнии. Она и её сводный брат Эдвард Скриппс создали крупнейшую в Америке сеть газет E.W. Scripps Company, которая связывала промышленные города Среднего Запада с бурно развивающимися городами на Западе. К 1920-м годам состояние Эллен Скриппс оценивалось в 30 миллионов долларов (или 3 миллиарда долларов в 2024 году), большую часть которых она отдала на благотворительность.
Она появилась на обложке журнала Time после основания Скриппс-колледжа в Клэрмонте. Также пожертвовала миллионы долларов организациям по всему миру, которые обещали продвигать демократические принципы и женское образование.
Она помогла основать Скриппсовский институт океанографии, Исследовательский институт Скриппс и Scripps Health, расположенные в районе Ла-Хольи в Сан-Диего. Семья Скриппсов поддерживает Национальный орфографический конкурс Скриппсов.

## История семьи
Эллен Браунинг Скриппс родилась 18 октября 1836 года на улице Саут-Молтон в лондонском приходе Сент-Джордж. Её отец, Джеймс Могг Скриппс (1803—1873), был младшим из шести детей, родившихся в семье лондонского издателя Уильяма Армигера Скриппса (1772—1851) и Мэри Дикси (1771—1838). Он был отдан в подмастерья Чарльзу Льюису, ведущему переплётчику Лондона, где и обучился ремеслу. В 1829 году Джеймс женился на своей кузине Элизабет Сейби, у них было двое детей, только один из которых дожил до зрелого возраста, Элизабет Мэри (1831—1914). Элизабет Сейби Скриппс умерла на следующий день после рождения последнего ребёнка. Два года спустя Джеймс Могг женился на Эллен Мэри Сондерс. У них было шестеро детей, пятеро из которых дожили до совершеннолетия: Джеймс Э. Скриппс (1835—1906), Эллен Браунинг (1836—1932), Уильям Армингер (1838—1914), Джордж Генри (1839—1900) и Джон Могг (1840—1863). Эллен Мэри Скриппс умерла от рака груди в 1841 году.
После провала переплетной мастерской и смерти второй жены Джеймс Могг вместе со своими шестью детьми в апреле 1844 года эмигрировал в США. Они поселились в Рашвилле, штат Иллинойс, где другие члены семьи Скриппсов владели недвижимостью. Джеймс Могг женился в третий раз, на Джулии Осборн, в ноябре 1844 года. У них было пятеро детей: Джулия Энн (1847—1898), Томас Осборн (1848-53), Фредерик Тюдор (1850—1936), Элиза Вирджиния (1852—1921) и Эдвард Уиллис (E. W.) (1854—1926), известный издатель газет и основатель The E.W. Scripps Company.

## Биография

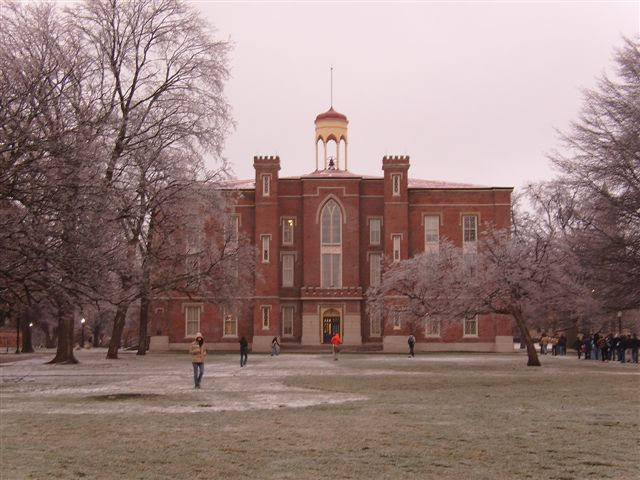
Нокс-колледж

Эллен Браунинг Скриппс родилась в Лондоне, выросла в Рашвилле, штат Иллинойс. В 1855 году, за год до поступления в колледж, она получила сертификат учителя и начала преподавать в округе Шуйлер, штат Иллинойс. Она была единственной из своих десяти братьев и сестер, кто посещал колледж, изучая естественные науки и математику в Нокс-колледже в Гейлсберге, штат Иллинойс, одном из немногих учебных заведений, куда принимали женщин. Она окончила колледж в 1859 году, получив диплом об окончании женского колледжа и отличия по математике. После этого она вернулась в Рашвилл, чтобы преподавать в школе.
После окончания Гражданской войны Скриппс оставила работу школьной учительницы и отправилась в Детройт, в то время бурно развивающийся промышленный центр на Западе. Вместе со своим братом Джеймсом Скриппсом она начала издавать газету The Evening News — короткую, недорогую и политически независимую газету, рассчитанную на рабочий класс города. Это стало началом семейного состояния Скриппсов.
Скриппс работала редактором и писала ежедневную колонку, названную «Мисс Эллен», в которой местные и национальные новости сводились к коротким цитатам. По словам Джеральда Балдасти, «её колонки» и другие темы стали источником вдохновения для Newspaper Enterprise Association, службы новостных материалов, которую Эдвард Скриппс основал в 1902 году". В 1870-х и 1880-х годах предприятия Скриппсов расширились и включили издания The Cleveland Press, The Cincinnati Post и St. Louis Chronicle.
Будучи акционером, Эллен Скриппс играла важную роль в работе совета директоров Scripps. Она давала деловые советы своему младшему сводному брату Эдварду и вставала на его сторону в семейных финансовых спорах. Он не раз приписывал ей спасение от финансового краха. В 1880-х годах попытка Эдварда захватить контроль над издательской компанией Скриппсов провалилась, что привело к судебному разбирательству и разрыву с его сводным братом Джеймсом..

### Путешествия
В 1881 году Эллен и Эдвард отправились в Европу, чтобы последний мог отдохнуть от работы и восстановить здоровье. Они проехали по железной дороге через Францию к Средиземному морю, переправились на корабле в Алжир, а затем направились на север в Италию, Австрию и Германию. Эллен еженедельно писала в газету The Detroit Evening News письма об их путешествиях, описывая свои впечатления о людях и местах. Когда Эллен вернулась на работу в газету, она обнаружила, что больше не нужна за копировальным столом. Она начала десятилетие путешествий, побывав на американском Юге, в Новой Англии, на Кубе и в Мексике. В 1888—1889 годах она совершила вторую поездку в Европу, которая включала посещение Всемирной выставки в Париже и три месяца в Испании. Десятилетие спустя она объездила Францию, Бельгию и Англию.

### Калифорния

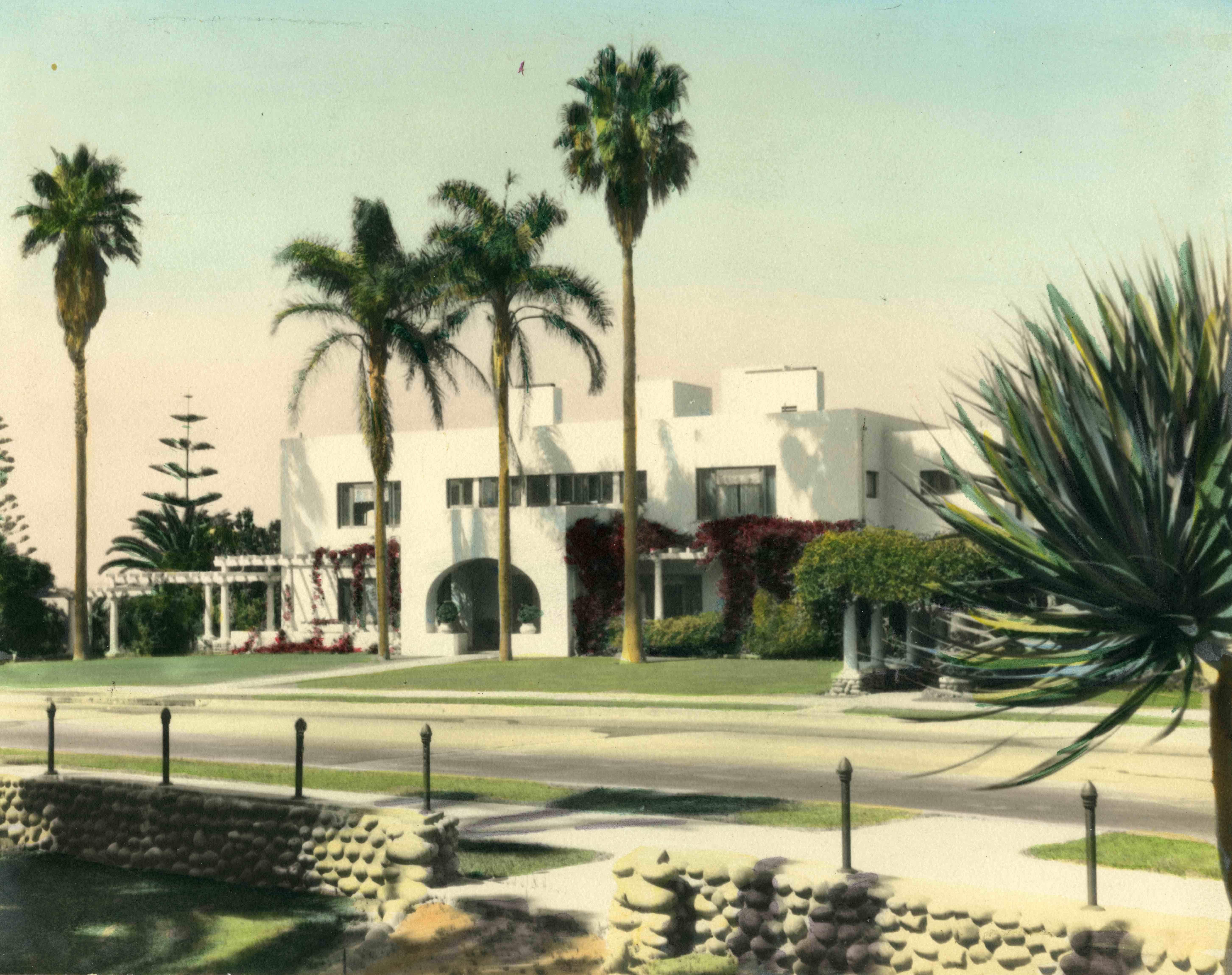
Дом Эллен Браунинг Скриппс, South Molton Villa II, спроектированный архитектором Ирвингом Дж. Гиллом

В 1887 году сестра Эллен, Джулия Энн, переехала в Аламеду, в поисках средства от ревматоидного артрита. Она нашла приют в Институте коррекции и философской школе (Remedial Institute and School of Philosophy), одной из многих утопических общин, основанных в конце XIX века. Беспокоясь о благополучии сестры, Эллен совершила свою первую поездку в Калифорнию зимой 1890 года. Вскоре после этого Эллен и Эдвард купили землю в Сан-Диего и вместе со своим братом Фредом основали ранчо «Мирамар», которое стало домом семьи Скриппс. Эллен Скриппс жила на ранчо вместе с семьей Скриппс до 1897 года, пока она не переехала в свой дом в Ла-Холье. Дом на ранчо был снесён в 1973 году.

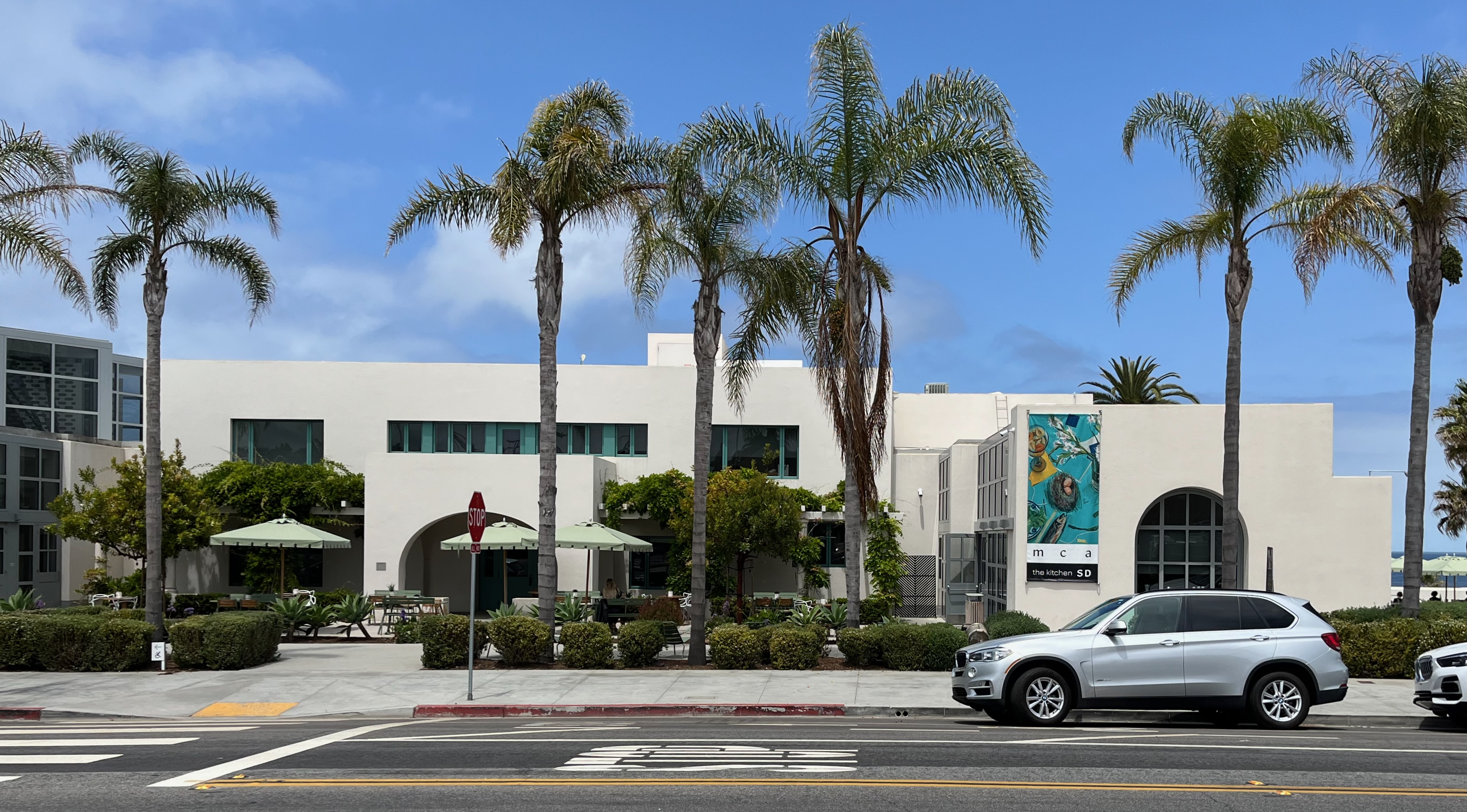
Музей современного искусства Сан-Диего, 2024 год, бывший дом Эллен Браунинг Скриппс

В 1897 году Скриппс переехала в приморский посёлок Ла-Холья, где построила скромный дом, названный South Molton Villa в честь улицы в Лондоне, на которой она родилась. Когда в 1915 году дом сгорел, Скриппс поручила архитектору Ирвингу Дж. Гиллу заново спроектировать новое, огнеупорное бетонное строение в том же современном архитектурном стиле, что и Епископская школа, Женский клуб Ла-Хольи и Центр отдыха Ла-Хольи. Новое здание было названо одним из «шедевров» Гилла. Сейчас в её доме находится Музей современного искусства Сан-Диего. В течение следующих трех десятилетий она и её сводная сестра Вирджиния создали семейный комплекс Скриппсов, включавший обширные сады, коттедж Вистерия (ныне Историческое общество Ла-Хольи), библиотеку, бунгало для гостей, токарный домик и два гаража.
В Ла-Холье Эллен постепенно вышла из своего интимного семейного круга и обзавелась обширным кругом знакомств среди женщин. В Ла-Холье росло число жителей, как постоянных, так и тех, кто приезжал только на лето, многие из которых были незамужними женщинами или вдовами. Она заметила, что в первые годы «это был женский город».

### Состояние
Эллен Браунинг Скриппс сколотила состояние, вложив деньги в растущую сеть газет Эдварда Скриппса на Западе. В 1894 году Эдвард создал партнёрство с Милтоном А. Макреем. Джордж Х. Скриппс присоединился к партнерству в 1895 году. Группа управляла газетами The Cincinnati Post, The Cleveland Press, The St. Louis Chronicle, The Toledo News-Bee и Kansas City Star. Они также приобрели газеты в Мемфисе, Оклахома-Сити, Эвансвилле, Терре-Хоте, Колумбусе, Денвере, Далласе и Хьюстоне.
В конце 1890-х годов Эдвард начал приобретать газеты в Калифорнии, включая The Los Angeles Record, The San Diego Sun и The San Francisco News. На Тихоокеанском Северо-Западе растущая доходность газет для рабочего класса привела к созданию The Seattle Star, The Spokane Press, The Tacoma Times и The Portland News, ориентированных на докеров, шахтёров, лесорубов и рабочих консервных заводов. К 1905 году, по оценкам Эдварда, прибыль «моих маленьких западных газет» была во много раз больше, чем у восточных.
Эллен Скриппс получила значительное наследство от своего брата Джорджа Х. Скриппса, который умер в 1900 году, оставив после себя завещание, охарактеризованное как «наследство ненависти». Он передал свои акции Evening News, принадлежащей Эдварду, которого Джеймс Скриппс считал своим заклятым врагом. Эллен, тем временем, получила акции Джорджа в издательстве Scripps Publishing Co. Это привело к одиннадцатилетней судебной тяжбе, которую Эдвард и Эллен в конце концов выиграли.

### Благотворительность

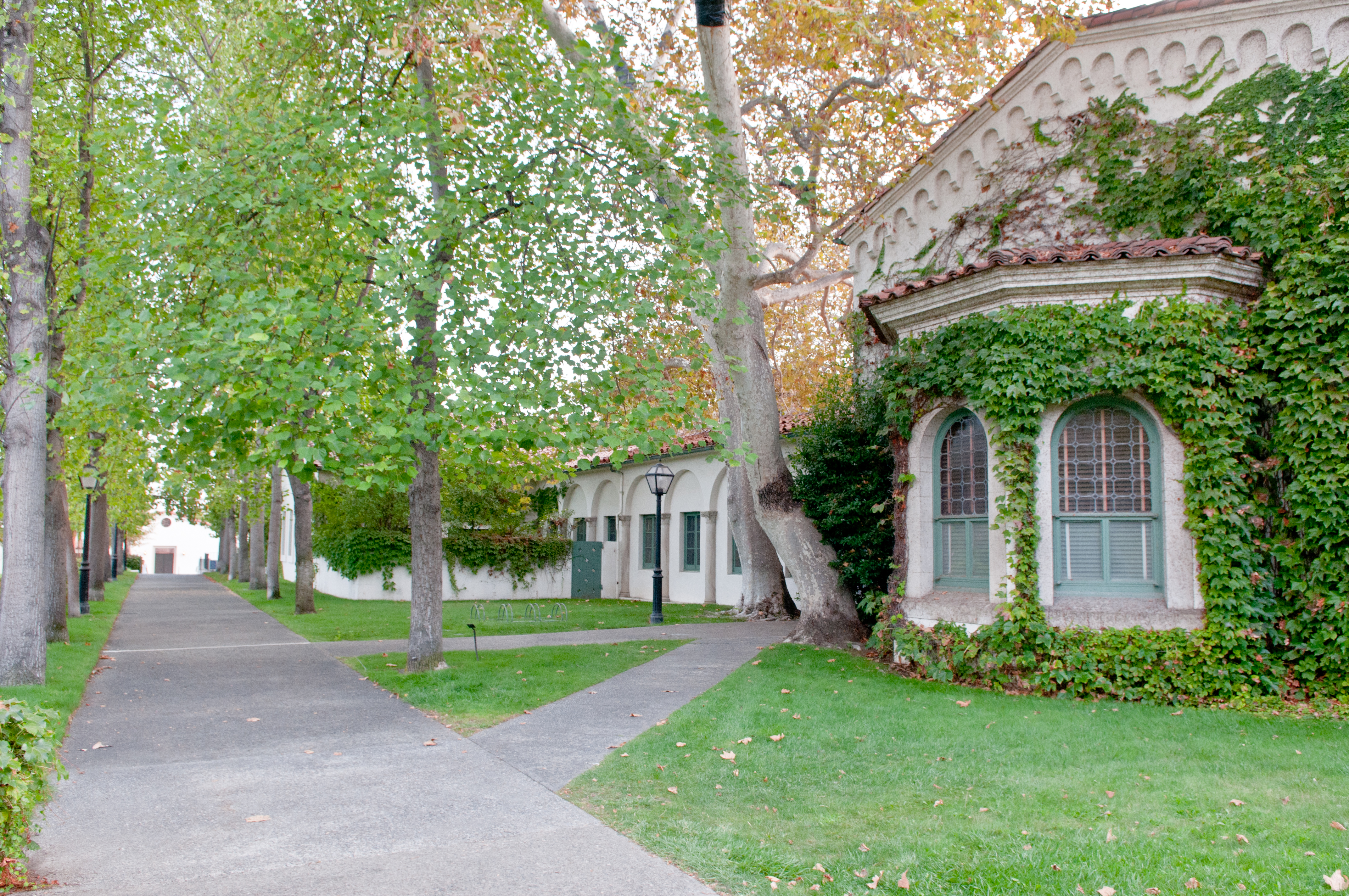
Колледж Скриппс, Клэрмонт, Калифорния

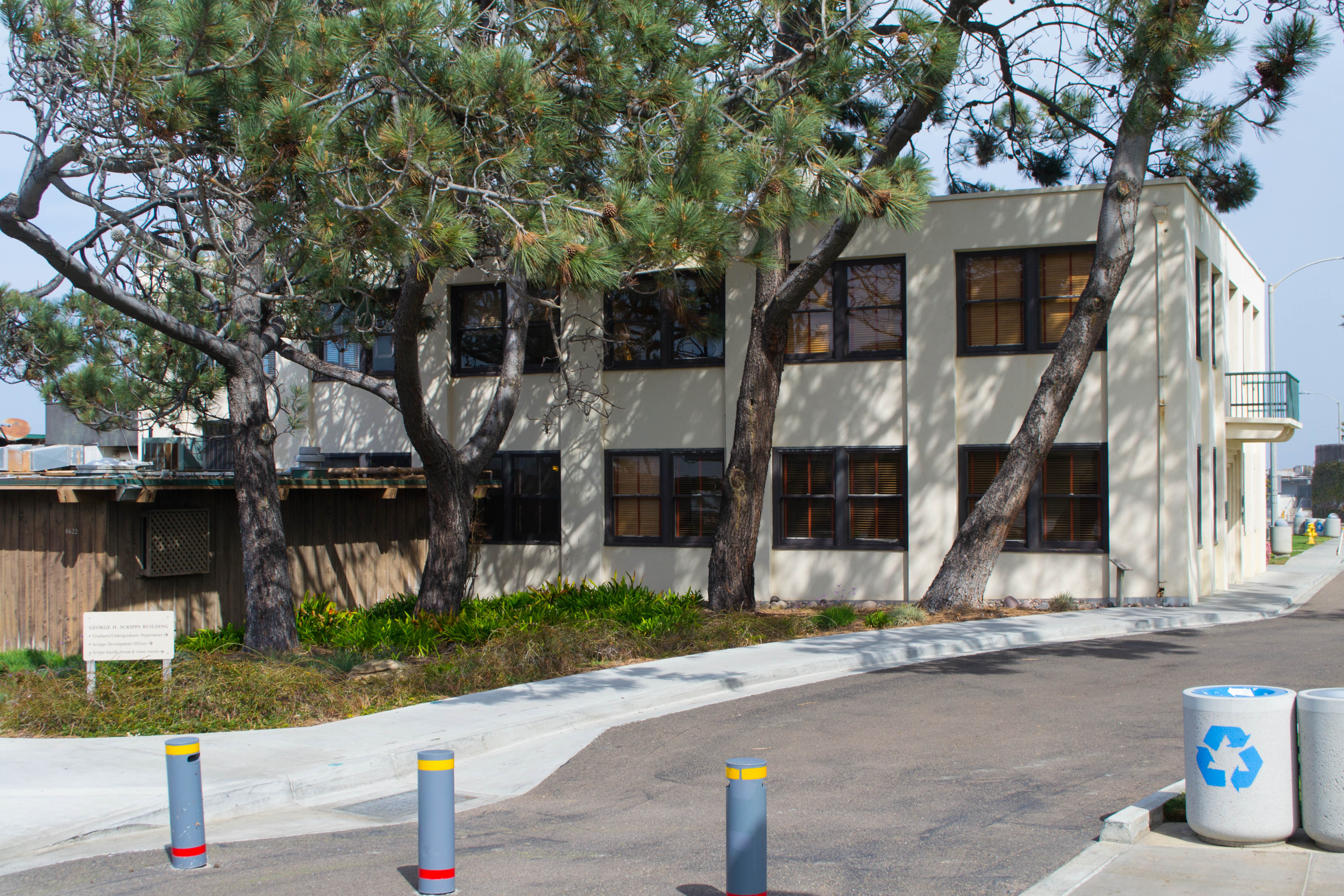
Мемориальная морская биологическая лаборатория Джорджа Х. Скриппса, Океанографический институт Скриппса

Интересуясь наукой и образованием, Эллен Браунинг Скриппс пожертвовала большую часть своего состояния на создание Института океанографии Скриппса (1903), Епископской школы (1909) и Колледжа Скриппса в Клэрмонте (1929), Калифорния.
Она поддерживала такие общественные инициативы, как Женский клуб Ла-Хольи и Центр отдыха Ла-Хольи, а также вносила финансовый вклад в проекты по благоустройству прибрежной зоны. Парк Ла-Хольи был переименован в Мемориальный парк Эллен Браунинг Скриппс в 1927 году в честь её многочисленных пожертвований Ла-Хольи.

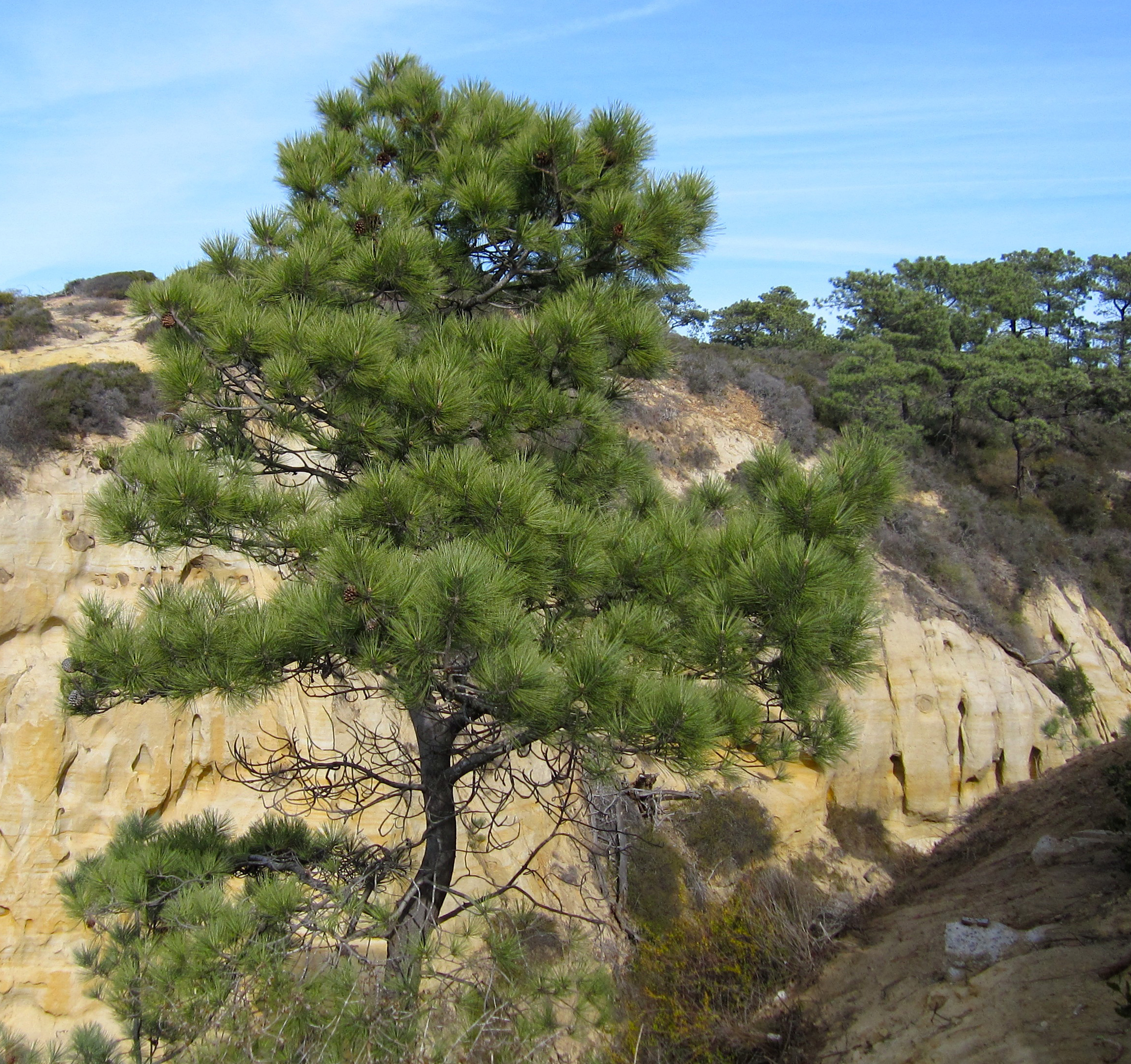
Pinus torreyana в Природном заповеднике Торри Пайнс

Интерес к науке о здоровье привел ее к поддержке Мемориальной больницы Скриппса, ныне Scripps Health, и Клиники метаболизма Скриппса, ныне Scripps Research.
Скриппс финансировала многие инициативы по сохранению дикой природы и просвещению, включая зоопарк Сан-Диего и Природный заповедник Торри Пайнс. Она также поддерживала издание книг о дикой природе, в том числе «Птицы Калифорнии» Уильяма Леона Доусона.
С 1920-х годов Скриппс была главным благотворителем Музея естественной истории Сан-Диего, финансируя его строительство и образовательные программы. В 1933 году поместье Скриппс передало музею более 1000 акварельных рисунков калифорнийских диких цветов работы Альберта Валентьена.
Более 2500 книг из книжного фонда её библиотеки были переданы в дар Клермонтским колледжам, где они теперь доступны в библиотеке Клэрмонтских колледжей и в библиотеке Денисона.
По оценкам газеты «Нью-Йорк Таймс», за свою жизнь она передала на благотворительные цели более 2 миллионов долларов, что по скромным подсчетам эквивалентно 46 093 000 долларов по курсу 2024 года.
Хотя Скриппс привлекала большое внимание общественности своими филантропическими проектами, она избегала афишировать свои подарки и привлекать к себе внимание, поскольку «публичность неприятна для мисс Скриппс».

### Смерть
Эллен Браунинг Скриппс умерла в своём доме в Ла-Хольи 3 августа 1932 года в возрасте 95 лет. Вскоре после этого журнал Editor & Publisher высоко оценил её вклад в американскую журналистику: «Многие женщины прямо и косвенно способствовали развитию американской прессы, но ни одна из них не оказала большего влияния и не принесла большей пользы, чем Эллен Браунинг Скриппс». Газета New York Times признала её «одним из пионеров современной американской журналистики». В некрологе о ней говорилось как о женщине, которая в совершенстве овладела «искусством жить», а также искусством отдавать.